# Драгашевац
Драгашевац (на сръбски: Драгашевац) е село в Босна и Херцеговина, разположено в община Власеница, в ентитета на Република Сръбска. Намира се на 605 метра надморска височина. Населението му според преброяването през 2013 г. е 69 души, от тях: 57 (82,60 %) сърби, 3 (4,34 %) цигани, 2 (2,89 %) хървати, 5 (7,24 %) други и 2 (2,89 %) неопределени.

## Население
Численост на населението според преброяванията през годините:
- 1961 – 260 души
- 1971 – 213 души
- 1981 – 191 души
- 1991 – 116 души
- 2013 – 69 души